# Sieben Wahrhafte des Nordens

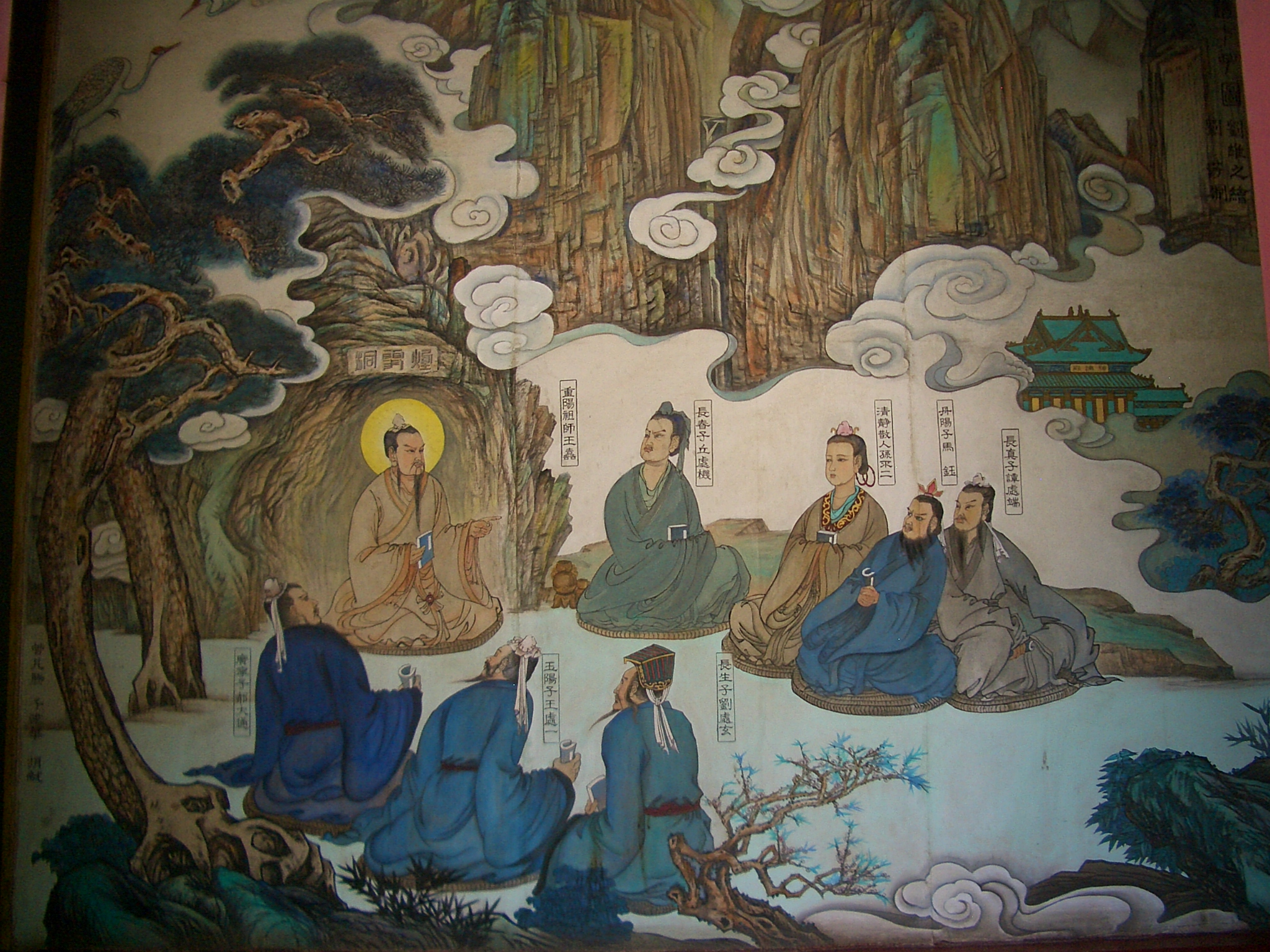
Gemälde im Changchun-Tempel, Wuhan, mit Wang Chongyang (auch Chongyangzi (重陽子)), und seinen sieben Schülern

Sieben Wahrhafte des Nordens (北七真,  beiqizhen, englisch The Seven Perfect Ones of the North) ist ein Sammelbegriff für die sieben Schüler des Wang Chongyang, deren Schulrichtungen des Quanzhen-Daoismus besondere Wichtigkeit erlangten. Sie werden im Chinesischen auch als „Sieben Meister des Quanzhen“ (全真七子,  Quanzhen qizi) bezeichnet. Im Folgenden werden ihre Namen zusammen mit weiteren Namen sowie den Bezeichnungen der von ihnen gegründeten Schulen angegeben:
| Name        | Name            | Weiterer Name   | Weiterer Name       | Schule       | Schule          | Schule                      |
| ----------- | --------------- | --------------- | ------------------- | ------------ | --------------- | --------------------------- |
| Ma Yu       | 馬鈺 / 马钰     | Dan Yangzi      | 丹陽子 / 丹阳子     | Yuxian pai   | 遇仙派          | „Treffen der Unsterblichen“ |
| Tan Chuduan | 譚處端 / 谭处瑞 | Changzhenzi     | 長真子 / 长真子     | Nanwu pai    | 南无派          | „Nanwu“                     |
| Liu Chuxuan | 劉處玄 / 刘处玄 | Changshengzi    | 長生子 / 长生子     | Suishan pai  | 随山派          | „Berg Sui“                  |
| Qiu Chuji   | 丘處機 / 丘处机 | Changchunzi     | 長春子 / 长春子     | Longmen pai  | 龍門派 / 龙门派 | „Drachentor“                |
| Wang Chuyi  | 王處一 / 王处一 | Yu Yangzi       | 玉陽子 / 玉阳子     | Yushan pai   | 嵛山派          | „Berg Yu“                   |
| Hao Datong  | 郝大通          | Guangningzii    | 廣寧子 / 广宁子     | Huashan pai  | 華山派 / 华山派 | „Berg Hua“                  |
| Sun Bu’er   | 孫不二 / 孙不二 | Qingjing sanren | 清靜散人 / 清静散人 | Qingjing pai | 清靜派 / 清静派 | „Klarheit und Stille“       |